# Кліматичне виконання електрообладнання
Кліматичне виконання електрообладнання — це вимоги, що визначають умови транспортування, збереження й експлуатації обладнання в частині впливу кліматичних чинників.

## Маркування
Маркування кліматичного виконання електрообладнання регламентувалось [Архівовано 7 червня 2022 у Wayback Machine.] стандартом ГОСТ 15150.
- У — для макрокліматичного району з помірним кліматом
- УХЛ — для макрокліматичних районів з помірним і холодним кліматом
- ТВ — для макрокліматичного району з вологим тропічним кліматом;
- ТС — для макрокліматичного району із сухим тропічним кліматом;
- Т — для макрокліматичних районів як із сухим, так і з вологим тропічним кліматом;
- О — для всіх макрокліматичних районів на суші, крім макрокліматичного району з дуже холодним кліматом (загальнокліматичне виконання);
- М — для макрокліматичного району з помірно-холодним морським кліматом;
- ТМ — для макрокліматичного району із тропічним морським кліматом, у тому числі для суден каботажного плавання або інших, призначених для плавання тільки в цьому районі;
- ОМ — для макрокліматичних районів як з помірно-холодним, так і тропічним морським кліматом, у тому числі для суден необмеженого району плавання;
- В — вироби, призначені для експлуатації у всіх макрокліматичних районах на суші й на морі, крім макрокліматичного району з дуже холодним кліматом (загальнокліматичне виконання).